# Шаво Куркур
Шаво Куркур (фр. Chavot-Courcourt) насеље је и општина у североисточној Француској у региону Шампањ-Арден, у департману Марна која припада префектури Еперне.
По подацима из 2011. године у општини је живело 373 становника, а густина насељености је износила 84,39 становника/km². Општина се простире на површини од 4,42 km². Налази се на средњој надморској висини од 223 метара.

## Демографија
| 1962. | 1968. | 1975. | 1982. | 1990. | 1999. | 2011. |
| ----- | ----- | ----- | ----- | ----- | ----- | ----- |
| 249   | 267   | 313   | 321   | 311   | 369   | 373   |

График промене броја становника у току последњих година